# David Zwirner
David Zwirner (Colonia, 3 ottobre 1964) è un gallerista, mercante d'arte e filantropo tedesco naturalizzato statunitense.
Proprietario della David Zwirner Gallery di New York - la cui inaugurazione risale al 1993 - e anche di altre gallerie d'arte nel mondo aventi la stessa denominazione successivamente create , è presente dal 2003 nella lista annuale "Power 100" di ArtReview, la classifica delle personalità più importanti nel settore dell'arte contemporanea.

## Biografia
Zwirner è nato nell'ex Germania Ovest, a Colonia, dove ha vissuto per molto tempo in un piccolo condominio con una galleria d'arte al pianterreno, gestita da suo padre. Dopo gli studi liceali nella città di nascita, si è laureato in musicologia all'Università di New York, trattenendosi quindi per qualche tempo negli USA a suonare la batteria in formazioni jazz. Ha poi lavorato ad Amburgo per una consociata dell'etichetta discografica PolyGram.  In seguito ha deciso di seguire le orme paterne iniziando a occuparsi di arte, con l'acquisizione di opere di Bernd e Hilla Becher, Hanne Darboven, Dan Graham.
Dopo essersi diviso tra gli USA e l'Europa come mercante d'arte, ha lavorato alla Brooke Alexander Gallery per poi aprire nel 1993 la David Zwirner Gallery nel quartiere SoHo di New York, puntando sugli artisti contemporanei.
Nel 2001, Zwirner ha organizzato la mostra I Love NY Art Benefit  per sostenere economicamente i parenti delle persone rimaste uccise negli attacchi al World Trade Center, con l'aiuto di alcuni imprenditori di New York. Pochi giorni dopo gli attentati dell'11 settembre, Zwirner ha infatti chiesto ai suoi artisti di donare opere alla mostra. Oltre 150 galleristi hanno supportato Zwirner in questa iniziativa, avviando a loro volta una raccolta fondi.
Nel marzo 2011, Zwirner e il collega Christopher D'Amelio hanno organizzato le donazioni d'arte per la 25ª asta annuale in collaborazione con la Grace Church School.
Nell'aprile dello stesso anno, l'attore-regista e filantropo Ben Stiller si è unito a Zwirner per organizzare Artists For Haiti (Art Auction), un'asta benefica volta alla creazione di programmi educativi e sanitari per i bambini haitiani, che ha avuto luogo presso Christie's a New York il 22 settembre: sono stati raccolti in totale 13662000 $, donati poi a organizzazioni no-profit operanti a Haiti, tra cui Architecture for Humanity, J / P Haitian Relief Organization, Partners in Health, Grameen Creative Lab, Artists for Peace and Justice, Ciné Institute, e The Stiller Foundation.
Dal 2000 al 2009 David Zwirner è anche stato socio con Iwan Wirth di Zwirner & Wirth, una galleria d'arte nell'Upper East Side di New York. La collaborazione ha prodotto una serie di mostre, tra cui Gerhard Richter: Early Paintings (2000); Bruce Nauman (2001); Cy Twombly: Letter of Dimignation (2002/2003); Claes Oldenburg: Early Work (2005); David Hammons (2006); Joseph Beuys: Sculpture and Drawing (2007).
In seguito agli ottimi riscontri delle mostre, altre gallerie sono state aperte a New York e anche in diverse città straniere: Londra, Hong Kong, Parigi. Nel 2023 è stata inaugurata una David Zwirner Gallery a Los Angeles.

## Vita privata
Zwirner è sposato con Monica Seeman, designer e cofondatrice dell'azienda statunitense MZ Wallace, specializzata nella produzione di borse e accessori. La coppia, che risiede a New York, ha tre figli: uno di essi, Lucas (noto alla stampa rosa per essere stato fidanzato con l'attrice Sienna Miller), è l'attuale direttore editoriale della David Zwirner Books, la casa editrice fondata dal gallerista.